# 敦達古魯翼龍
敦達古魯翼龍（Tendaguripterus）屬於翼龍目翼手龍亞目，生活於侏儸紀晚期的啟莫里階到提通階。化石發現於坦尚尼亞的姆特瓦拉區。
在1909年到1913年之間，一個德國挖掘團隊前往德屬東非挖掘化石，Hans Reck發現一些翼龍類化石。在1999年，大衛·安文（David Unwin）、Wolf-Dieter Heinrich將這些翼龍類化石命名為新屬，模式種是雷氏敦達古魯翼龍（T. recki）。屬名意為「敦達古魯的翼」；種名則是以發現化石的Hans Reck為名。
正模標本（編號MB.R.1290）包括一部分帶有牙齒的下頜（下頜骨頭的聯合部位）。牙齒位於頜部關節的後方。總體來說，敦達古魯翼龍是種小型的翼龍，頭骨估計長度為20公分，翼展約為1公尺。敦達古魯翼龍的化石也是在敦達古魯第一次發現的翼龍類頭骨化石。敦達古魯翼龍被認為屬於準噶爾翼龍超科的未定位屬。有研究根據齒槽的形狀，認為敦達古魯翼龍以螃蟹或其他貝類為食。
在2007年，亞歷山大·克爾納（Alexander Kellner）提出敦達古魯翼龍的外表類似德國翼龍、準噶爾翼龍，但無法確定敦達古魯翼龍是否屬於翼手龍亞目或使基礎型翼龍類。克爾納建立敦達古魯翼龍科（Tendaguripteridae）以包含此屬，但沒有建立演化支定義。

## 外部連結
- Tendaguripterus in The Pterosaur Database
- Tendaguripterus in The Pterosauria